# Cortodera baltea
Cortodera baltea là một loài bọ cánh cứng trong họ Cerambycidae.